# Louis Theodor Pfister
Louis Theodor Pfister (* 24. April 1852 in Baden, Kanton Aargau; † 17. Juni 1937 in Basel, heimatberechtigt in Baden und Klingnau) war ein Schweizer Kaufmann.

## Leben und Werk
Pfister absolvierte eine kaufmännische Lehre in Basel und arbeitete als Kaufmann für drei Jahre in Italien sowie während zwanzig Jahren in England.
Nach dem Besuch der Weltausstellung in Paris 1889 beauftragte Pfister seinen Bruder Carl (1847–1931), eine Konzession für ein Elektrizitätswerk in Baden zu beantragen. Nachdem er die Konzession und das erworbene Land vergeblich der Stadt Baden angeboten hatte, erreichten die Brüder 1891 die Ansiedlung der Firma Brown, Boveri & Cie. und gründeten die Elektrizitätsgesellschaft Baden, in diese brachte Pfister die Vorarbeiten für das Limmatkraftwerk ein. Bis 1900 wirkte Pfister als Verwaltungsratspräsident der Elektrizitätsgesellschaft.
Anlässlich des 25-jährigen Bestehens der Elektrizitätsgesellschaft Baden wurde Pfister 1916 das Ehrenbürgerrecht verliehen.